# Chrysanthia superba
Chrysanthia superba é uma espécie de insetos coleópteros polífagos pertencente à família Oedemeridae.
A autoridade científica da espécie é Reitter, tendo sido descrita no ano de 1872.
Trata-se de uma espécie presente no território português.